# Enrico X di Slesia
Enrico X di Slesia, Duca di Żagań, detto il Giovane (polacco: Henryk X Rumpold o Młodszy) (1388 – Flensburgo, 18 gennaio 1423), è stato un nobile polacco.
Fu duca di Żagań-Głogów durante il 1397-1412 (come co-governatore dei suoi fratelli) e dal 1412 sovrano di Głogów (come co-governatore di suo fratello).
Era il terzo figlio di Enrico VIII il Passero, duca di Głogów, da sua moglie Katharina, figlia del duca Ladislao di Opole.

## Biografia
Dopo la morte prematura di suo padre nel 1397, Enrico X fu prima affidato alle cure di sua madre e alla tutela del Duca Rupert I di Legnica, e dal 1401 sotto la tutela dei suoi fratelli maggiori Jan I ed Enrico IX il Vecchio.
Nel 1412 fu fatta la divisione formale delle terre paterne. Enrico X, ricevuto insieme ai suoi fratelli Enrico IX e Venceslao il ducato di Głogów; tuttavia, non era interessato agli affari interni del ducato e lasciò tutto il governo nelle mani di Enrico IX.
Enrico X rimase al servizio dell'imperatore Sigismondo. Nel 1420, insieme ai suoi fratelli, partecipò al grande congresso di Wroclaw, dove rese omaggio all'imperatore. Inoltre, prese parte a spedizioni contro gli Ussiti e poco dopo fu nominato Governatore dell'Alta Lusazia. Dopo la morte di sua madre, ereditò, insieme a Enrico IX, le città di Kożuchów e Zielona Góra.
Sotto il servizio dell'imperatore Sigismondo, Enrico X fu un mediatore negli affari internazionali, e fu inviato in una missione diplomatica in Danimarca, dove dopo trattative con successo con il re Eric, fu organizzato il suo fidanzamento con la cugina di primo grado del re Adelaide (1410 ca. - m. 1445), figlia del duca Bogislao VIII di Pomerania-Stargard; ma morì poco dopo in un campo militare a Flensburgo. Fu sepolto a Hadersleben (Haderslev).